# 科皮基
50°21′39″N 35°23′38″E / 50.36083°N 35.39389°E
科皮基（烏克蘭語：Копійки）是位於烏克蘭東北部的村莊，由蘇梅州奥赫蒂尔卡区的大皮薩里夫卡市鎮負責管轄。該村處於伊万内河左岸，分別距離羅茲索希0.5公里和斯皮尔内1.5公里，海拔高度128米，2001年人口43。